# تومازو کانچلوتی
تومازو کانچلوتی (انگلیسی: Tommaso Cancellotti؛  ‏ تلفظ ایتالیایی: [tomˈmaːzo]؛ ‏ زادهٔ ۲۲ مهٔ ۱۹۹۲) بازیکن فوتبال اهل ایتالیا است.
از باشگاه‌هایی که در آن بازی کرده‌است می‌توان به باشگاه فوتبال سمپدوریا و باشگاه فوتبال پرو ورچلی اشاره کرد.